# Regionalwahl in Sardinien 1974
Die Regionalwahl in Sardinien 1974 fand am 16. Juni statt. Gewählt wurden 75 Abgeordnete zum Regionalrat.
Der Präsident und die Mitglieder des Regionalausschusses (Giunta regionale) wurden vom Regionalrat aus den Reihen seiner Mitglieder gewählt.

## Liste der Präsidenten
Präsidenten des Regionalausschusses während der VII. Legislaturperiode (1974–1979):
- Giovanni Del Rio (DC), 1974–1976;
- Pietro Soddu (DC), 1976–1979.

## Wahlergebnis
| Listen | Listen                                          | Stimmen | %    | Mandate |
| ------ | ----------------------------------------------- | ------- | ---- | ------- |
|        | Democrazia Cristiana                            | 305.071 | 38,3 | 32      |
|        | Partito Comunista Italiano                      | 213.300 | 26,8 | 22      |
|        | Partito Socialista Italiano                     | 93.007  | 11,7 | 9       |
|        | Movimento Sociale Italiano – Destra Nazionale   | 62.294  | 7,8  | 6       |
|        | Partito Socialista Democratico Italiano         | 46.906  | 5,9  | 3       |
|        | Partito Sardo d’Azione                          | 24.780  | 3,1  | 1       |
|        | Partito Liberale Italiano                       | 22.159  | 2,8  | 1       |
|        | Partito Repubblicano Italiano                   | 20.570  | 2,6  | 1       |
|        | Partito Comunista (Marxista-Leninista) Italiano | 7.717   | 1,0  | −       |
| Gesamt | Gesamt                                          | 795.804 | 100  | 75      |